# یوانا ورینچانو
یوانا ورینچانو (رومانیایی: Ioana Vrînceanu؛ زادهٔ ۷ مارس ۱۹۹۴) قایقران روئینگ زن اهل رومانی است.
وی در مسابقات کشوری و بین‌المللی در مجموع برندهٔ ۱۴ مدال طلا، ۲ مدال نقره، ۱ مدال برنز شده است.